# بريكسهام
بريكسهام هي بلدة ساحلية وأبرشية مدنية تقع في مقاطعة ديفون، جنوب غرب إنجلترا.